# Scalarispongia scalaris
Scalarispongia scalaris (Schmidt, 1862) è una spugna della classe Demospongiae, che popola i fondali del mar Mediterraneo.

## Tassonomia
Nel recente passato S. scalaris  era classificata nel genere Cacospongia (=Cacospongia scalaris).

## Descrizione
Forma colonie con l'aspetto di cuscinetti carnosi spesso lobati, di consistenza morbida e poco elastica, di colore nerastro. La superficie è rugosa per la presenza di piccoli conuli alti 1-2 mm. Gli osculi, di piccolo diametro (0,7-1,5 mm) si trovano al centro di piccole depressioni lisce.
L'aspetto macroscopico può essere simile a quello di Cacospongia sp. (Cacospongia mollior, Cacospongia proficens) ma anche di specie appartenenti ad altre famiglie di Dictyoceratida quali Spongia officinalis (Spongiidae) e Sarcotragus spinosulus (Irciniidae). 

La differenziazione da alcune di queste specie si basa su caratteri microscopici quali la presenza di fibre di spongina (presenti in S. spinosulus  e assenti in S. scalaris) e sull'assetto delle fibre: in S. scalaris le fibre primarie e le secondarie si incrociano caratteristicamente tra loro a 90°, con un aspetto che ricorda una scala, da cui l'epiteto specifico.

## Distribuzione e habitat
La Scalarispongia scalaris è endemica del Mar Mediterraneo.

Predilige ambienti poco illuminati (grotte, pareti esposte a nord, zone d'ombra delle comunità vegetali), dal piano mesolitorale sino a 70 m di profondità.